# Barraca d'en Genura
La Barraca d'en Genura és una obra de Salt (Gironès) protegida com a bé cultural d'interès local.

## Descripció
Tot i que en molt mal estat de conservació, la barraca d'en Janura és la prova de que el municipi de Salt va tenir activitat ramadera a les Deveses.
Es tracta d'una barraca de planta circular de 5 metres de diàmetre construïda amb paredat. La cúpula esfèrica que la cobreix està feta a partir del mateix material.
L'estat actual de conservació és molt precari; només resta la meitat del mur i un terç de la coberta.

## Història
El seu origen podria estar en els inicis de l'activitat ramadera en les terres del comú de les deveses de Salt.